# Королёв (большой десантный корабль)
«Королёв» (БДК-61, позднее БДК «Королёв») — большой десантный корабль проекта 775 дислоцирующийся на Военно-морской Базе Балтийского Флота и входящий в состав 71-й Бригады десантных кораблей (71 БрДК) 12 Дивизии Надводных Кораблей (12 ДНК)

## История строительства
Большой десантный корабль «БДК-61» заложен 12 февраля 1990 года на судостроительной верфи Stocznia Północna в г. Гданьске Польской республики. 16 ноября 1990 корабль был спущен на воду. 
5 января 1992 года приказом Главнокомандующего ВМФ на корабле был поднят Военно-Морской флаг. Этот день объявлен днем рождения корабля. 
По прибытии в главную базу Балтийского флота — г. Балтийск, корабль был зачислен в состав 71-й бригады десантных кораблей Балтийского флота. После успешной сдачи всех курсовых задач введен в строй кораблей первой линии постоянной готовности.

## Служба
С 23 марта 1992 года по 19 сентября 1994 года корабль выполнял специальные задачи по выводу российских войск из стран Прибалтики и Польши.
За высокие достижения в боевой подготовке корабль удостаивался права принять участие в парадах на Неве в честь Дня ВМФ в 1994 и 1995 годах.
В 1995 году корабль представлял в Нидерландах Россию на международном морском параде стран антигитлеровской коалиции в честь 50-летия победы над фашистами во Второй мировой войне. Участвовал В Параде Победы 2015 г.
В составе соединения десантных кораблей БДК-61 пять лет подряд, с 1995 по 1999 год, завоевывал приз ГК ВМФ по десантной подготовке. По итогам 1992—1999 годов, восемь лет подряд, корабль объявляется лучшим по боевой подготовке и воинской дисциплине в 71 бригаде десантных кораблей Балтийского флота. В 1997 году за успехи в боевой подготовке корабль награждён ценным подарком Министра Обороны РФ. 28 декабря 1999 года приказом ГК ВМФ № 036 БДК-61 присвоено имя «Королёв». Корабль официально становится побратимом городу Королёв (Московская область).
С мая 2015 года по январь 2016 года и с ноября 2016 по май 2017 года «Королёв» выполнял дальние походы в Средиземное море.
В начале февраля 2022 года корабль перешёл в Чёрное море.

## Тактико-технические характеристики
- Длина — 113 м
- Ширина — 15 м
- Осадка — 4,5 м
- Водоизмещение — 4700 т
- Скорость хода — 19 узлов
- Автономность — 30 суток
- Дальность плавания — 4500 миль
- Мореходность — неограниченная
- 2 главных двигателя мощностью 2×9600 л/с
- 3 ДГ мощностью 3×800 квт

### Вооружение
- 2×2 реактивных комплекса «Гроза» — корабельная реактивная система залпового огня (РСЗО) МС-73 (Град-М) и её ПУС
- 2×6 зенитных артиллерийских комплекса (АК-630М)
- 1×1 универсальный артиллерийский комплекс (АК-176)
- 1 станция управления оружием
- 100 морских мин
- 1 станция освещения воздушной и наводной обстановки
- 4 навигационные станции
- 2×16 ПУ НУП РЭП
- 6 противодиверсионных гранатометов
- комплекс постановки дымовых завес

перевозит:
- усиленная десантно-штурмовая рота морской пехоты
- 13 средних танков

### Экипаж
- офицеров — 12 человек
- мичманов — 12 человек
- старшин и матросов — 74 человек